# Habsa Xana Negiv
Habsa Xana Negev (kurdiska: حه بسه خانى نه قيب, arabiska:  حبسة النقيب), född 1891  i Sulaymaniyya, död 12 april 1953 i samma stad, var en kurdisk feminist, kvinnorättskämpe och nationalist.